# IC 4757
IC 4757 је лентикуларна галаксија у сазвјежђу Паун која се налази на листи објеката дубоког неба у Индекс каталогу.
Деклинација објекта је - 57° 10' 3" а ректасцензија 18h 43m 56,0s. Привидна величина (магнитуда) објекта IC 4757 износи 13,7 а фотографска магнитуда 14,6. IC 4757 је још познат и под ознакама ESO 183-9, AM 1839-571, IRAS 18396-5713, PGC 62327.